# 芭芭拉·麦卡利斯特
芭芭拉·麦卡利斯特（英語：Barbara McAlister，1941年5月20日—），美国女子跳水运动员。她曾代表美国参加1963年泛美运动会跳水比赛，获得一枚金牌。她也曾参加1964年、1968年夏季奥运会。